# Marta Domínguez
Pour les articles homonymes, voir Domínguez et Marta Domínguez (squash).
Marta Domínguez Azpeleta (née le 3 novembre 1975 à Palencia) est une athlète espagnole spécialiste des courses de fond qui concourt la plupart du temps sur 3 000 et 5 000 m et, depuis 2008, sur 3 000 m steeple.

## Carrière
Elle remporte 2 médailles d'argent aux championnats du monde (en 2001 et 2003) sur le 5 000 m ainsi que deux titres européens (2002 et 2006) sur la même distance.
Elle décroche 5 médailles aux championnats d'Europe en salle : l'or en 2002 (3 000 m), l'argent en 2007 (3 000 m) et le bronze en 1996, 1998 et 2000 (3 000 m).
Marta Domínguez détient les records d'Espagne du 3 000 m (8 min 28 s 80 en 2000), du 10 000 m (30 min 51 s 69 en 2006), du 3 000 m steeple (9 min 09 s 39 en 2009), du 2 000 m en salle (5 min 49 s 55 en 1998) et du 3 000 m en salle (8 min 40 s 98 en 2001).

### Dopage et disqualification
En décembre 2010, Marta Domínguez et 13 autres personnes (dont son coach) sont arrêtés dans le cadre de l'opération Galgo, Marta Dominguez soupçonnée de dopage, de trafic et de distribution de substances dopantes. Elle est alors suspendue de son poste de vice-présidente de la Fédération royale espagnole d'athlétisme. 
Si aucune preuve n'a démontrée que l'athlète s'était dopée, malgré une conversation téléphonique où elle demande à l'athlète Alberto García, suspendu en 2003 pour dopage, combien de temps l'EPO est détectable après la prise, elle est suspendue en novembre 2015 pour irrégularité sur son passeport biologique pour une durée de 3 ans (jusqu'en 2018). Tous ses résultats entre le 5 août 2009 et 8 juillet 2013 sont annulés et Domínguez est par conséquent déchue de son titre mondial en 2009, de sa médaille d'argent européenne 2010. Peu avant, le Parti populaire l'avait retirée de la liste des candidats aux élections prévues en décembre 2015.

## Records
- 1 500 m - 4 min 04 s 84 (2009)
- 3 000 m - 8 min 28 s 80 (2000)
- 3 000 m steeple - 9 min 09 s 39 (2009)
- 5 000 m - 14 min 48 s 33 (2003)

## Palmarès
| Date | Compétition                           | Lieu       | Résultat | Épreuve     | Temps          |
| ---- | ------------------------------------- | ---------- | -------- | ----------- | -------------- |
| 1994 | Championnats du monde juniors         | Lisbonne   | 2e       | 1 500 m     | 4 min 14 s 59  |
| 1995 | Championnats du monde en salle        | Barcelone  | 6e       | 3 000 m     | 9 min 01 s 79  |
| 1996 | Championnats d'Europe en salle        | Stockholm  | 3e       | 3 000 m     | 8 min 53 s 34  |
| 1997 | Championnats du monde en salle        | Paris      | 5e       | 3 000 m     | 8 min 52 s 74  |
| 1997 | Championnats d'Europe espoirs         | Turku      | 5e       | 1 500 m     | 4 min 16 s 95  |
| 1997 | Championnats d'Europe espoirs         | Turku      | 3e       | 5 000 m     | 15 min 49 s 96 |
| 1998 | Championnats d'Europe en salle        | Valence    | 3e       | 3 000 m     | 8 min 57 s 72  |
| 1998 | Championnats d'Europe                 | Budapest   | 3e       | 5 000 m     | 15 min 10 s 54 |
| 1999 | Championnats du monde                 | Séville    | 9e       | 5 000 m     | 15 min 16 s 93 |
| 2000 | Championnats d'Europe en salle        | Gand       | 3e       | 3 000 m     | 8 min 44 s 08  |
| 2001 | Championnats du monde en salle        | Lisbonne   | 4e       | 3 000 m     | 8 min 40 s 98  |
| 2001 | Championnats du monde                 | Edmonton   | 2e       | 5 000 m     | 15 min 06 s 59 |
| 2002 | Championnats d'Europe en salle        | Vienne     | 1re      | 3 000 m     | 8 min 53 s 87  |
| 2002 | Championnats d'Europe                 | Munich     | 1re      | 5 000 m     | 15 min 14 s 76 |
| 2003 | Championnats du monde en salle        | Birmingham | 2e       | 3 000 m     | 8 min 42 s 17  |
| 2003 | Championnats du monde                 | Paris      | 2e       | 5 000 m     | 14 min 52 s 26 |
| 2004 | Championnats du monde en salle        | Budapest   | 4e       | 3 000 m     | 9 min 12 s 85  |
| 2005 | Championnats du monde                 | Helsinki   | 14e      | 5 000 m     | 15 min 02 s 30 |
| 2006 | Championnats d'Europe                 | Göteborg   | 1re      | 5 000 m     | 14 min 56 s 18 |
| 2006 | Championnats d'Europe                 | Göteborg   | 7e       | 10 000 m    | 30 min 51 s 69 |
| 2007 | Championnats d'Europe en salle        | Birmingham | 2e       | 3 000 m     | 8 min 44 s 40  |
| 2007 | Championnat d'Europe de cross-country | Toro       | 1re      | Cross long  | 26 min 58 s    |
| 2008 | Jeux olympiques                       | Pékin      | finale   | 3 000 m st. | DNF            |
| 2009 | Championnats du monde                 | Berlin     | finale   | 3 000 m st. | DQ             |
| 2010 | Championnat d'Europe                  | Barcelone  | finale   | 3 000 m st. | DQ             |
| 2012 | Jeux olympiques                       | Londres    | finale   | 3 000 m st. | DQ             |

### Distinctions personnelles
- En octobre 2009, elle est désignée athlète européenne de l'année par l'Association européenne d'athlétisme (EAA en anglais). Elle devance la Croate Blanka Vlašić[5].
- Prix Reina Sofía de Meilleure sportive espagnole de l'année 2009[6].